# Janez Albreht
Janez Albreht (ur. 9 lutego 1940 w Lublanie) – jugosłowiański hokeista, grający na pozycji bramkarza.
W 1976 wystąpił na igrzyskach olimpijskich, na których zagrał w 5 meczach, a Jugosławia zajęła 10. miejsce. W czasie kariery reprezentował kluby HK Jesenice i EHC Olten.
11 marca 2004 oddał cztery strzały w kierunku swojej 30 lat młodszej żony, Magdy, która cudem przeżyła (po strzelaninie przez półtora miesiąca była w śpiączce). W momencie incydentu Albreht miał prawie dwa promile alkoholu we krwi. W czerwcu 2008 został skazany na 5 lat i 11 miesięcy więzienia za usiłowanie zabójstwa.